# Bangladesh op de Gemenebestspelen

Vlag van Bangladesh

Bangladesh is een van de landen dat deelneemt aan de Gemenebestspelen (of Commonwealth Games). Sinds 1978 heeft Bangladesh tienmaal deelgenomen. In totaal over deze tien edities behaalde Bangladesh acht medailles, allen in de schietsport.

## Medailles
| Bangladesh op de Gemenebestspelen | Bangladesh op de Gemenebestspelen | Bangladesh op de Gemenebestspelen | Bangladesh op de Gemenebestspelen | Bangladesh op de Gemenebestspelen | Bangladesh op de Gemenebestspelen |
| --------------------------------- | --------------------------------- | --------------------------------- | --------------------------------- | --------------------------------- | --------------------------------- |
| Jaar                              | Goud                              | Zilver                            | Brons                             | Totaal                            | Rang                              |
| 1978                              | -                                 | -                                 | -                                 | -                                 | /                                 |
| 1990                              | 1                                 | -                                 | 1                                 | 2                                 | 17                                |
| 1994                              | -                                 | -                                 | -                                 | -                                 | /                                 |
| 1998                              | -                                 | -                                 | -                                 | -                                 | /                                 |
| 2002                              | 1                                 | -                                 | -                                 | 1                                 | 25                                |
| 2006                              | -                                 | 1                                 | -                                 | 1                                 | 30                                |
| 2010                              | -                                 | -                                 | 1                                 | 1                                 | 34                                |
| 2014                              | -                                 | 1                                 | -                                 | 1                                 | 29                                |
| 2018                              | -                                 | 2                                 | -                                 | 2                                 | 30                                |
| 2022                              | -                                 | -                                 | -                                 | -                                 | /                                 |